# Culicoides distinctus
Culicoides distinctus är en tvåvingeart som beskrevs av Nibedita Sen och Gupta 1959. Culicoides distinctus ingår i släktet Culicoides och familjen svidknott. Inga underarter finns listade i Catalogue of Life.